# Copa IPD
La Copa IPD o Copa del Campeonato Departamental fue un torneo de boxeo organizado por el Instituto Peruano del Deporte. Se llevó a cabo el 15  de enero de 2015 en el Estadio Nacional, ubicado en Lima (Perú).
Los cuatro boxeadores peruanos con el título de Campeón Departamental se midieron en este torneo de exhibición que puso en juego la Copa IPD Campeón Departamental y que entregó al ganador S/.10.000.000 nuevos soles en efectivo.

## Participantes
- Jhonatan Armas Argume  (campeón)
- Deyby Quiñones Cerro (excampeón)
- Jerson Cori Carbaj
- Jorge Cori Cepeda